# Данијел-Хенри Канвајлер
Данијел-Хенри Канвајлер, (Daniel-Henry Kahnweiler; рођен 25. јуна 1884, Манхајм, Њемачка—умро 11. јануара 1979, Париз, Француска), француски трговац умјетнинама и издавач њемачко-јеврејског поријекла. Најпознатији је по свом раном залагању за кубизам и дугом блиском пријатељству са Паблом Пикасом.
Обучен за каријеру у финансијама, Канвајлер је умјесто тога изабрао умјетност и настанио се у Паризу, гдје је 1907. године отворио малу галерију. Заинтересовао се за дјело неколико младих умјетника и убрзо је ексклузивно представљао Пикаса, Жоржа Брака, Андре Дерена, Мориса Вламенка, Фернана Лежеа и Хуана Гриса. Такође је објавио књиге многих књижевника у настајању, укључујући Гијома Аполинера, Андре Маљроа и Антонена Артоа.
По избијању Првог свјетског рата, Канвајлер није био у Паризу ни у Француској, а њемачко држављанство спријечило му је повратак. Галерија му је била затворена, а дјела заплијењена. У Париз се вратио у фебруару 1920. године, и две дуге године је посматраo како француска влада продаје његову збирку. Септембра 1920. отворио је Галерију Симон, уговоривши посао са новом групом умјетника, укључујући надреалистичког сликара Андреа Масона и швајцарског умјетника Паула Клеа. Канвајлер је постао француски држављанин 1937. године, али се скривао на почетку Другог свјетског рата. Сестра његове жене, Луиз Лерис, купила је његове акције и посао, те галерију преименовала у Галерија Луиз Лерис. Након ослобођења Француске, Канвајлер је био директор Галерије Луиз Лерис све до непосредно пред смрт.
Поред писања неколико монографија о умјетницима с којима је поред пословних веза дијелио и пријатељство, Канвајлер је објавио своје мемоаре Mes galeries et mes peintres (1961; „Моје галерије и моји сликари”). 